# Radonvorsorgegebiet
Als Radonvorsorgegebiet werden Gebiete festgelegt, für die erwartet wird, dass die über das Jahr gemittelte Radon-222-Aktivitätskonzentration in der Luft in einer beträchtlichen Zahl von Gebäuden mit Aufenthaltsräumen oder Arbeitsplätzen den Referenzwert – 300 Becquerel pro Kubikmeter (Bq/m³) – überschreiten wird. Radon ist ein radioaktives chemisches Element. Um gesundheitliche Schäden durch die Strahlung zu vermeiden, werden in den Vorsorgegebieten Maßnahmen zum Radonschutz ergriffen um die Radonbelastung zu vermindern.

## Deutschland
Der Ausweis von Radonvorsorgegebieten basiert auf einer EU-Richtlinie von 2013. „Die Mitgliedstaaten ermitteln Gebiete, für die erwartet wird, dass die Radonkonzentration (im Jahresmittel) in einer beträchtlichen Zahl von Gebäuden den einschlägigen nationalen Referenzwert überschreitet.“
Deutschland setzte diese Richtlinie bzgl. des Ausweises von Radonvorsorgegebieten mit § 121 des Strahlenschutzgesetzes (StlSchG) und § 153 der Strahlenschutzverordnung (StrlSchV) um.
„Gebiete, in denen in vielen Gebäuden eine hohe Konzentration von Radon zu erwarten ist, müssen die Bundesländer als Radon-Vorsorgegebiete ausweisen. Jedes Bundesland bestimmt innerhalb der rechtlichen Rahmenbedingungen seine Radon-Vorsorgegebiete selbst.“
„Auf Basis verschiedener Kriterien, die u. a. in § 153 der Strahlenschutzverordnung geregelt sind, entscheidet jedes Bundesland für sich, welche Regionen in seinem Hoheitsgebiet Radon-Vorsorgegebiete sind. Alle Länder, die Radon-Vorsorgegebiete festlegen, mussten ihre Entscheidung bis Ende Dezember 2020 in ihren jeweiligen Amtsblättern veröffentlichen.“
Für die Ausweisung der Gebiete sind die Umweltministerien der Bundesländer zuständig. In Deutschland haben nur sechs Bundesländer (Baden-Württemberg, Bayern, Niedersachsen, Sachsen, Sachsen-Anhalt und Thüringen) Radonvorsorgegebiete ausgewiesen. Schwerpunkt sind die Mittelgebirge (Erzgebirge, Fichtelgebirge, Hochschwarzwald).

## Österreich
Österreich hat die EU-Richtlinie mit dem Strahlenschutzgesetz und der Radonschutzverordnung (RnV) umgesetzt, wobei hier zwischen Radonschutzgebieten, Radonvorsorgegebieten unterschieden wird. „Gebiete, in denen Radonschutzmaßnahmen an Arbeitsplätzen zu treffen sind (Radonschutzgebiete) sowie Gebiete, in denen Radonvorsorgemaßnahmen in neu errichteten Gebäuden mit Aufenthaltsräumen zu treffen sind (Radonvorsorgegebiete)“. Eine höhere Radonbelastung wird für die meisten Bundesländer flächendeckend erwartet.

## Schweiz
Auch die Schweiz hat ein Strahlenschutzgesetz und eine Strahlenschutzverordnung vom 26. April 2017 (StSV; SR 814.501).
Die Begriffe Radonvorsorgegebiet und Radonschutzgebiet werden hier aber nicht gebraucht. Stattdessen wird in Art. 162 der Strahlenschutzverordnung die Grundlage für eine Radondatenbank gelegt. Aus dieser Datenbank wird die Radonkarte der Schweiz. Hier kann jedermann für Grundstücke die Wahrscheinlichkeit den Referenzwert von 300 Bq/m³ in Gebäuden zu überschreiten abrufen und erhält entsprechend eine Empfehlung für eine Radonmessung. Eine hohe Wahrscheinlichkeit wird insbesondere im Jura und südlich des Alpenkammes erwartet.